# IIR (signalbehandling)
 For alternative betydninger, se IIR. (Se også artikler, som begynder med IIR)
IIR (Infinite impulse response) er en type digitale filtre, der kan have et uendeligt respons på en impuls. 
Et IIR filter er defineret af koefficienterne {\displaystyle b_{m}} og {\displaystyle a_{n}}.
{\displaystyle {\begin{aligned}\sum _{n=0}^{N}a_{n}y[k-n]&=\sum _{m=0}^{M}b_{m}x[k-m]\\a_{0}y[k]&=\sum _{m=0}^{M}b_{m}x[k-m]-\sum _{n=1}^{N}a_{n}y[k-n]\end{aligned}}}
hvor {\displaystyle y[k]} er udgangssignalet og {\displaystyle x[k]} er indgangssignalet. 